# Clasificación de Concacaf para la Copa Mundial de Fútbol de 2002
Para la Copa Mundial de Fútbol de 2002, la CONCACAF tuvo un total de 3 cupos directos. 35 selecciones pertenecientes a la CONCACAF y la FIFA participaron en esta etapa clasificatoria.
El proceso constó de tres etapas: en la primera fase, se conformaron dos zonas: una para el Caribe con 24 equipos divididos en tres grupos, y otra para Centroamérica con 6 equipos divididos en dos grupos. Los cinco ganadores pasaban a la semifinal compuesta por 12 equipos divididos en tres grupos. Los cinco segundos lugares y Canadá jugaron una fase de eliminación a partidos de ida y vuelta.
El primero y segundo de cada grupo de la semifinal, avanzó al hexagonal final, donde los tres mejores equipos clasificaron a la Copa Mundial.
Las selecciones de Costa Rica, México y los Estados Unidos clasificaron directamente al alcanzar los tres primeros lugares de la ronda final.

## Primera ronda

### Zona del Caribe

#### Grupo 1
|  | Cuartos de final | Cuartos de final | Cuartos de final | Cuartos de final |       |   | Semifinales | Semifinales | Semifinales | Semifinales |  |  | Final | Final | Final | Final |
|  |                  |                  |                  |                  |       |   |             |             |             |             |  |  |       |       |       |       |
|  |                  |                  |                  |                  |       |   |             |             |             |             |  |  |       |       |       |       |
|  |                  |                  |                  |                  |       |   |             |             |             |             |  |  |       |       |       |       |
|  | Cuba             | 4                | 0                | 4                |       |   |             |             |             |             |  |  |       |       |       |       |
|  | Cuba             | 4                | 0                | 4                |       |   |             |             |             |             |  |  |       |       |       |       |
|  | Islas Caimán     | 0                | 0                | 0                |       |   |             |             |             |             |  |  |       |       |       |       |
|  | Islas Caimán     | 0                | 0                | 0                | Cuba  | 1 | 0           | 1           |             |             |  |  |       |       |       |       |
|  |                  |                  |                  |                  | Cuba  | 1 | 0           | 1           |             |             |  |  |       |       |       |       |
|  |                  | Surinam          | 0                | 0                | 0     |   |             |             |             |             |  |  |       |       |       |       |
|  | Santa Lucía      | Surinam          | 0                | 0                | 0     | 1 | 0           | 1 (1)       |             |             |  |  |       |       |       |       |
|  | Santa Lucía      |                  |                  |                  |       | 1 | 0           | 1 (1)       |             |             |  |  |       |       |       |       |
|  | Surinam (p.)     | 0                | 1                | 1 (3)            |       |   |             |             |             |             |  |  |       |       |       |       |
|  | Surinam (p.)     | 0                | 1                | 1 (3)            | Cuba  | 1 | 1           | 2 (4)       |             |             |  |  |       |       |       |       |
|  |                  |                  |                  |                  | Cuba  | 1 | 1           | 2 (4)       |             |             |  |  |       |       |       |       |
|  |                  | Barbados (p.)    | 1                | 1                | 2 (5) |   |             |             |             |             |  |  |       |       |       |       |
|  | Aruba            | Barbados (p.)    | 1                | 1                | 2 (5) | 4 | 2           | 6           |             |             |  |  |       |       |       |       |
|  | Aruba            |                  |                  |                  |       | 4 | 2           | 6           |             |             |  |  |       |       |       |       |
|  | Puerto Rico      | 2                | 2                | 4                |       |   |             |             |             |             |  |  |       |       |       |       |
|  | Puerto Rico      | 2                | 2                | 4                | Aruba | 1 | 0           | 1           |             |             |  |  |       |       |       |       |
|  |                  |                  |                  |                  | Aruba | 1 | 0           | 1           |             |             |  |  |       |       |       |       |
|  |                  | Barbados         | 3                | 4                | 7     |   |             |             |             |             |  |  |       |       |       |       |
|  | Barbados (t. s.) | Barbados         | 3                | 4                | 7     | 2 | 3           | 5           |             |             |  |  |       |       |       |       |
|  | Barbados (t. s.) |                  |                  |                  |       | 2 | 3           | 5           |             |             |  |  |       |       |       |       |
|  | Granada          | 2                | 2                | 4                |       |   |             |             |             |             |  |  |       |       |       |       |
|  | Granada          | 2                | 2                | 4                |       |   |             |             |             |             |  |  |       |       |       |       |

#### Grupo 2
|  | Cuartos de final          | Cuartos de final          | Cuartos de final | Cuartos de final |                           |   | Semifinales | Semifinales | Semifinales | Semifinales |  |  | Final | Final | Final | Final |
|  |                           |                           |                  |                  |                           |   |             |             |             |             |  |  |       |       |       |       |
|  |                           |                           |                  |                  |                           |   |             |             |             |             |  |  |       |       |       |       |
|  |                           |                           |                  |                  |                           |   |             |             |             |             |  |  |       |       |       |       |
|  | Antigua y Barbuda         | -                         | -                | -                |                           |   |             |             |             |             |  |  |       |       |       |       |
|  | Antigua y Barbuda         | -                         | -                | -                |                           |   |             |             |             |             |  |  |       |       |       |       |
|  | Guyana                    | -                         | -                | -                |                           |   |             |             |             |             |  |  |       |       |       |       |
|  | Guyana                    | -                         | -                | -                | Antigua y Barbuda (v.)    | 0 | 1           | 1           |             |             |  |  |       |       |       |       |
|  |                           |                           |                  |                  | Antigua y Barbuda (v.)    | 0 | 1           | 1           |             |             |  |  |       |       |       |       |
|  |                           | Bermudas                  | 0                | 1                | 1                         |   |             |             |             |             |  |  |       |       |       |       |
|  | Islas Vírgenes Británicas | Bermudas                  | 0                | 1                | 1                         | 1 | 0           | 1           |             |             |  |  |       |       |       |       |
|  | Islas Vírgenes Británicas |                           |                  |                  |                           | 1 | 0           | 1           |             |             |  |  |       |       |       |       |
|  | Bermudas                  | 5                         | 9                | 14               |                           |   |             |             |             |             |  |  |       |       |       |       |
|  | Bermudas                  | 5                         | 9                | 14               | Antigua y Barbuda         | 2 | 0           | 2           |             |             |  |  |       |       |       |       |
|  |                           |                           |                  |                  | Antigua y Barbuda         | 2 | 0           | 2           |             |             |  |  |       |       |       |       |
|  |                           | San Vic. y las Granadinas | 1                | 4                | 5                         |   |             |             |             |             |  |  |       |       |       |       |
|  | San Vic. y las Granadinas | San Vic. y las Granadinas | 1                | 4                | 5                         | 9 | 5           | 14          |             |             |  |  |       |       |       |       |
|  | San Vic. y las Granadinas |                           |                  |                  |                           | 9 | 5           | 14          |             |             |  |  |       |       |       |       |
|  | Islas Vírgenes de E. U.   | 0                         | 1                | 1                |                           |   |             |             |             |             |  |  |       |       |       |       |
|  | Islas Vírgenes de E. U.   | 0                         | 1                | 1                | San Vic. y las Granadinas | 1 | 2           | 3           |             |             |  |  |       |       |       |       |
|  |                           |                           |                  |                  | San Vic. y las Granadinas | 1 | 2           | 3           |             |             |  |  |       |       |       |       |
|  |                           | San Cristóbal y Nieves    | 0                | 1                | 1                         |   |             |             |             |             |  |  |       |       |       |       |
|  | San Cristóbal y Nieves    | San Cristóbal y Nieves    | 0                | 1                | 1                         | 8 | 6           | 14          |             |             |  |  |       |       |       |       |
|  | San Cristóbal y Nieves    |                           |                  |                  |                           | 8 | 6           | 14          |             |             |  |  |       |       |       |       |
|  | Islas Turcas y Caicos     | 0                         | 0                | 0                |                           |   |             |             |             |             |  |  |       |       |       |       |
|  | Islas Turcas y Caicos     | 0                         | 0                | 0                |                           |   |             |             |             |             |  |  |       |       |       |       |

#### Grupo 3
|  | Cuartos de final      | Cuartos de final     | Cuartos de final | Cuartos de final |                   |   | Semifinales | Semifinales | Semifinales | Semifinales |  |  | Final | Final | Final | Final |
|  |                       |                      |                  |                  |                   |   |             |             |             |             |  |  |       |       |       |       |
|  |                       |                      |                  |                  |                   |   |             |             |             |             |  |  |       |       |       |       |
|  |                       |                      |                  |                  |                   |   |             |             |             |             |  |  |       |       |       |       |
|  | Trinidad y Tobago     | 5                    | 1                | 6                |                   |   |             |             |             |             |  |  |       |       |       |       |
|  | Trinidad y Tobago     | 5                    | 1                | 6                |                   |   |             |             |             |             |  |  |       |       |       |       |
|  | Antillas Neerlandesas | 0                    | 1                | 1                |                   |   |             |             |             |             |  |  |       |       |       |       |
|  | Antillas Neerlandesas | 0                    | 1                | 1                | Trinidad y Tobago | 3 | 1           | 4           |             |             |  |  |       |       |       |       |
|  |                       |                      |                  |                  | Trinidad y Tobago | 3 | 1           | 4           |             |             |  |  |       |       |       |       |
|  |                       | República Dominicana | 0                | 0                | 0                 |   |             |             |             |             |  |  |       |       |       |       |
|  | República Dominicana  | República Dominicana | 0                | 0                | 0                 | 3 | 3           | 6           |             |             |  |  |       |       |       |       |
|  | República Dominicana  |                      |                  |                  |                   | 3 | 3           | 6           |             |             |  |  |       |       |       |       |
|  | Montserrat            | 0                    | 1                | 1                |                   |   |             |             |             |             |  |  |       |       |       |       |
|  | Montserrat            | 0                    | 1                | 1                | Trinidad y Tobago | 3 | 1           | 4           |             |             |  |  |       |       |       |       |
|  |                       |                      |                  |                  | Trinidad y Tobago | 3 | 1           | 4           |             |             |  |  |       |       |       |       |
|  |                       | Haití                | 1                | 1                | 2                 |   |             |             |             |             |  |  |       |       |       |       |
|  | Haití                 | Haití                | 1                | 1                | 2                 | 4 | 3           | 7           |             |             |  |  |       |       |       |       |
|  | Haití                 |                      |                  |                  |                   | 4 | 3           | 7           |             |             |  |  |       |       |       |       |
|  | Dominica              | 0                    | 1                | 1                |                   |   |             |             |             |             |  |  |       |       |       |       |
|  | Dominica              | 0                    | 1                | 1                | Haití             | 9 | 4           | 13          |             |             |  |  |       |       |       |       |
|  |                       |                      |                  |                  | Haití             | 9 | 4           | 13          |             |             |  |  |       |       |       |       |
|  |                       | Bahamas              | 0                | 0                | 0                 |   |             |             |             |             |  |  |       |       |       |       |
|  | Anguila               | Bahamas              | 0                | 0                | 0                 | 1 | 1           | 2           |             |             |  |  |       |       |       |       |
|  | Anguila               |                      |                  |                  |                   | 1 | 1           | 2           |             |             |  |  |       |       |       |       |
|  | Bahamas               | 3                    | 2                | 5                |                   |   |             |             |             |             |  |  |       |       |       |       |
|  | Bahamas               | 3                    | 2                | 5                |                   |   |             |             |             |             |  |  |       |       |       |       |

### Zona de Centroamérica

#### Grupo 4
| Pos. | Equipo        | Pts. | PJ | G | E | P | GF | GC | Dif. | Clasificación      |  | SLV | GUA | BLZ |
| ---- | ------------- | ---- | -- | - | - | - | -- | -- | ---- | ------------------ |  | --- | --- | --- |
| 1    | El Salvador   | 10   | 4  | 3 | 1 | 0 | 10 | 2  | +8   | Segunda Ronda      |  |     | 1–1 | 5–0 |
| 2    | Guatemala (A) | 5    | 4  | 1 | 2 | 1 | 3  | 3  | 0    | Ronda Eliminatoria |  | 0–1 |     | 0–0 |
| 3    | Belice (E)    | 1    | 4  | 0 | 1 | 3 | 2  | 10 | −8   |                    |  | 1–3 | 1–2 |     |

 Fuente: 

#### Grupo 5
| Pos. | Equipo        | Pts. | PJ | G | E | P | GF | GC | Dif. | Clasificación      |  | PAN | HON | NIC |
| ---- | ------------- | ---- | -- | - | - | - | -- | -- | ---- | ------------------ |  | --- | --- | --- |
| 1    | Panamá        | 9    | 4  | 3 | 0 | 1 | 8  | 3  | +5   | Segunda Ronda      |  |     | 1–0 | 4–0 |
| 2    | Honduras (A)  | 9    | 4  | 3 | 0 | 1 | 7  | 2  | +5   | Ronda Eliminatoria |  | 3–1 |     | 3–0 |
| 3    | Nicaragua (E) | 0    | 4  | 0 | 0 | 4 | 0  | 10 | −10  |                    |  | 0–2 | 0–1 |     |

 Fuente: 

### Fase eliminatoria
| Equipo 1          | Agr. | Equipo 2  | Ida | Vuelta |
| ----------------- | ---- | --------- | --- | ------ |
| Cuba              | 0–1  | Canadá    | 0–1 | 0–0    |
| Antigua y Barbuda | 1–9  | Guatemala | 0–1 | 1–8    |
| Honduras          | 7–1  | Haití     | 4–0 | 3–1    |

## Segunda ronda

### Grupo A
| Pos. | Equipo            | Pts. | PJ | G | E | P | GF | GC | Dif. | Clasificación |     | TRI | MEX | CAN | PAN |
| ---- | ----------------- | ---- | -- | - | - | - | -- | -- | ---- | ------------- | --- | --- | --- | --- | --- |
| 1    | Trinidad y Tobago | 15   | 6  | 5 | 0 | 1 | 14 | 7  | +7   | Ronda Final   |     | —   | 1–0 | 4–0 | 6–0 |
| 2    | México            | 13   | 6  | 4 | 1 | 1 | 17 | 2  | +15  | Ronda Final   |     | 7–0 | —   | 2–0 | 7–1 |
| 3    | Canadá (E)        | 5    | 6  | 1 | 2 | 3 | 1  | 8  | −7   |               |     | 0–2 | 0–0 | —   | 1–0 |
| 4    | Panamá (E)        | 1    | 6  | 0 | 1 | 5 | 1  | 16 | −15  |               | 0–1 | 0–1 | 0–0 | —   |     |

 Fuente: [cita requerida]

### Grupo B
| Pos. | Equipo                           | Pts. | PJ | G | E | P | GF | GC | Dif. | Clasificación |     | HON | JAM | SLV | VIN |
| ---- | -------------------------------- | ---- | -- | - | - | - | -- | -- | ---- | ------------- | --- | --- | --- | --- | --- |
| 1    | Honduras                         | 15   | 6  | 5 | 0 | 1 | 25 | 5  | +20  | Ronda Final   |     | —   | 1–0 | 5–0 | 6–0 |
| 2    | Jamaica                          | 12   | 6  | 4 | 0 | 2 | 7  | 4  | +3   | Ronda Final   |     | 3–1 | —   | 1–0 | 2–0 |
| 3    | El Salvador (E)                  | 9    | 6  | 3 | 0 | 3 | 13 | 13 | 0    |               |     | 2–5 | 2–0 | —   | 7–1 |
| 4    | San Vicente y las Granadinas (E) | 0    | 6  | 0 | 0 | 6 | 2  | 25 | −23  |               | 0–7 | 0–1 | 1–2 | —   |     |

 Fuente: [cita requerida]

### Grupo C
| Pos. | Equipo         | Pts. | PJ | G | E | P | GF | GC | Dif. | Clasificación |  | USA | CRC | GUA | BRB |
| ---- | -------------- | ---- | -- | - | - | - | -- | -- | ---- | ------------- |  | --- | --- | --- | --- |
| 1    | Estados Unidos | 11   | 6  | 3 | 2 | 1 | 14 | 3  | +11  | Ronda Final   |  | —   | 0–0 | 1–0 | 7–0 |
| 2    | Costa Rica (X) | 10   | 6  | 3 | 1 | 2 | 9  | 6  | +3   | Desempate     |  | 2–1 | —   | 2–1 | 3–0 |
| 3    | Guatemala (X)  | 10   | 6  | 3 | 1 | 2 | 9  | 6  | +3   | Desempate     |  | 1–1 | 2–1 | —   | 2–0 |
| 4    | Barbados (E)   | 3    | 6  | 1 | 0 | 5 | 3  | 20 | −17  |               |  | 0–4 | 2–1 | 1–3 | —   |

 Fuente: [cita requerida]

#### Partido de Repechaje
| Fecha              | Lugar          |            |                       | Resultado |                      |           |
| ------------------ | -------------- | ---------- | --------------------- | --------- | -------------------- | --------- |
| 6 de enero de 2001 | Miami (EE. UU) | Costa Rica | Bandera de Costa Rica | 5:2 (2:1) | Bandera de Guatemala | Guatemala |

## Tercera ronda (Hexagonal final)
La última fase de la eliminatoria, el hexagonal final, contará con los primeros y segundos de grupo. Esta ronda constará de un solo grupo, los seis equipos jugarán todos contra todos con cada país como local y visitante. Los mejores tres equipos que queden posicionados clasificarán al Mundial.
| Pos. | Equipo            | Pts. | PJ | G | E | P | GF | GC | Dif. | Clasificación        |     | Bandera de Costa Rica | Bandera de México | Bandera de Estados Unidos | Bandera de Honduras | Bandera de Jamaica | Bandera de Trinidad y Tobago |
| ---- | ----------------- | ---- | -- | - | - | - | -- | -- | ---- | -------------------- | --- | --------------------- | ----------------- | ------------------------- | ------------------- | ------------------ | ---------------------------- |
| 1    | Costa Rica        | 23   | 10 | 7 | 2 | 1 | 17 | 7  | +10  | Copa Mundial de 2002 |     | —                     | 0:0               | 2:0                       | 2:2                 | 2:1                | 3:0                          |
| 2    | México            | 17   | 10 | 5 | 2 | 3 | 16 | 9  | +7   | Copa Mundial de 2002 |     | 1:2                   | —                 | 1:0                       | 3:0                 | 4:0                | 3:0                          |
| 3    | Estados Unidos    | 17   | 10 | 5 | 2 | 3 | 11 | 8  | +3   | Copa Mundial de 2002 |     | 1:0                   | 2:0               | —                         | 2:3                 | 2:1                | 2:0                          |
| 4    | Honduras          | 14   | 10 | 4 | 2 | 4 | 17 | 17 | 0    |                      |     | 2:3                   | 3:1               | 1:2                       | —                   | 1:0                | 0:1                          |
| 5    | Jamaica           | 8    | 10 | 2 | 2 | 6 | 7  | 14 | −7   |                      | 0:1 | 1:2                   | 0:0               | 1:1                       | —                   | 1:0                |                              |
| 6    | Trinidad y Tobago | 5    | 10 | 1 | 2 | 7 | 5  | 18 | −13  |                      | 0:2 | 1:1                   | 0:0               | 2:4                       | 1:2                 | —                  |                              |

 Fuente: [cita requerida]

### Evolución de la clasificación
| País / Fecha      | 1  | 2  | 3  | 4  | 5  | 6  | 7  | 8  | 9  | 10 |
| ----------------- | -- | -- | -- | -- | -- | -- | -- | -- | -- | -- |
| Costa Rica        | 4° | 2° | 2° | 2° | 2° | 1° | 1° | 1° | 1° | 1° |
| México            | 6° | 3° | 3° | 5° | 5° | 5° | 4° | 3° | 3° | 2° |
| Estados Unidos    | 1° | 1° | 1° | 1° | 1° | 2° | 2° | 4° | 2° | 3° |
| Honduras          | 3° | 5° | 5° | 3° | 3° | 3° | 2° | 2° | 4° | 4° |
| Jamaica           | 2° | 4° | 4° | 4° | 4° | 4° | 5° | 5° | 5° | 5° |
| Trinidad y Tobago | 5° | 6° | 6° | 6° | 6° | 6° | 6° | 6° | 6° | 6° |

### Resultados
| Fecha                   | Lugar            |                   |                              | Resultado |                              |                   |
| ----------------------- | ---------------- | ----------------- | ---------------------------- | --------- | ---------------------------- | ----------------- |
| 28 de febrero de 2001   | Kingston         | Jamaica           | Bandera de Jamaica           | 1:0 (1:0) | Bandera de Trinidad y Tobago | Trinidad y Tobago |
| 28 de febrero de 2001   | Tibás            | Costa Rica        | Bandera de Costa Rica        | 2:2 (0:1) | Bandera de Honduras          | Honduras          |
| 28 de febrero de 2001   | Columbus         | Estados Unidos    | Bandera de Estados Unidos    | 2:0 (0:0) | Bandera de México            | México            |
| 25 de marzo de 2001     | Ciudad de México | México            | Bandera de México            | 4:0 (2:0) | Bandera de Jamaica           | Jamaica           |
| 25 de marzo de 2001     | Alajuela         | Costa Rica        | Bandera de Costa Rica        | 3:0 (0:0) | Bandera de Trinidad y Tobago | Trinidad y Tobago |
| 25 de marzo de 2001     | San Pedro Sula   | Honduras          | Bandera de Honduras          | 1:2 (0:1) | Bandera de Estados Unidos    | Estados Unidos    |
| 25 de abril de 2001     | Kingston         | Jamaica           | Bandera de Jamaica           | 1:1 (0:0) | Bandera de Honduras          | Honduras          |
| 25 de abril de 2001     | Puerto España    | Trinidad y Tobago | Bandera de Trinidad y Tobago | 1:1 (1:0) | Bandera de México            | México            |
| 25 de abril de 2001     | Kansas City      | Estados Unidos    | Bandera de Estados Unidos    | 1:0 (0:0) | Bandera de Costa Rica        | Costa Rica        |
| 16 de junio de 2001     | Ciudad de México | México            | Bandera de México            | 1:2 (1:0) | Bandera de Costa Rica        | Costa Rica        |
| 16 de junio de 2001     | Kingston         | Jamaica           | Bandera de Jamaica           | 0:0       | Bandera de Estados Unidos    | Estados Unidos    |
| 16 de junio de 2001     | Puerto España    | Trinidad y Tobago | Bandera de Trinidad y Tobago | 2:4 (0:2) | Bandera de Honduras          | Honduras          |
| 20 de junio de 2001     | Foxborough       | Estados Unidos    | Bandera de Estados Unidos    | 2:0 (2:0) | Bandera de Trinidad y Tobago | Trinidad y Tobago |
| 20 de junio de 2001     | San Pedro Sula   | Honduras          | Bandera de Honduras          | 3:1 (1:0) | Bandera de México            | México            |
| 20 de junio de 2001     | Alajuela         | Costa Rica        | Bandera de Costa Rica        | 2:1 (2:1) | Bandera de Jamaica           | Jamaica           |
| 30 de junio de 2001     | Puerto España    | Trinidad y Tobago | Bandera de Trinidad y Tobago | 1:2 (1:1) | Bandera de Jamaica           | Jamaica           |
| 1 de julio de 2001      | Ciudad de México | México            | Bandera de México            | 1:0 (1:0) | Bandera de Estados Unidos    | Estados Unidos    |
| 1 de julio de 2001      | Tegucigalpa      | Honduras          | Bandera de Honduras          | 2:3 (2:2) | Bandera de Costa Rica        | Costa Rica        |
| 1 de septiembre de 2001 | Washington D. C. | Estados Unidos    | Bandera de Estados Unidos    | 2:3 (1:1) | Bandera de Honduras          | Honduras          |
| 1 de septiembre de 2001 | Puerto España    | Trinidad y Tobago | Bandera de Trinidad y Tobago | 0:2 (0:2) | Bandera de Costa Rica        | Costa Rica        |
| 2 de septiembre de 2001 | Kingston         | Jamaica           | Bandera de Jamaica           | 1:2 (1:0) | Bandera de México            | México            |
| 5 de septiembre de 2001 | Ciudad de México | México            | Bandera de México            | 3:0 (2:0) | Bandera de Trinidad y Tobago | Trinidad y Tobago |
| 5 de septiembre de 2001 | Tegucigalpa      | Honduras          | Bandera de Honduras          | 1:0 (0:0) | Bandera de Jamaica           | Jamaica           |
| 5 de septiembre de 2001 | Tibás            | Costa Rica        | Bandera de Costa Rica        | 2:0 (1:0) | Bandera de Estados Unidos    | Estados Unidos    |
| 7 de octubre de 2001    | Tibás            | Costa Rica        | Bandera de Costa Rica        | 0:0       | Bandera de México            | México            |
| 7 de octubre de 2001    | San Pedro Sula   | Honduras          | Bandera de Honduras          | 0:1 (0:0) | Bandera de Trinidad y Tobago | Trinidad y Tobago |
| 7 de octubre de 2001    | Foxborough       | Estados Unidos    | Bandera de Estados Unidos    | 2:1 (1:1) | Bandera de Jamaica           | Jamaica           |
| 11 de noviembre de 2001 | Ciudad de México | México            | Bandera de México            | 3:0 (0:0) | Bandera de Honduras          | Honduras          |
| 11 de noviembre de 2001 | Puerto España    | Trinidad y Tobago | Bandera de Trinidad y Tobago | 0:0       | Bandera de Estados Unidos    | Estados Unidos    |
| 11 de noviembre de 2001 | Kingston         | Jamaica           | Bandera de Jamaica           | 0:1 (0:1) | Bandera de Costa Rica        | Costa Rica        |

## Estadísticas

### Tabla general
| Pos. | Equipo                       | Pts | PJ | PG | PE | PP | GF | GC | Dif. | Rend.  |
| ---- | ---------------------------- | --- | -- | -- | -- | -- | -- | -- | ---- | ------ |
| 1    | Costa Rica                   | 33  | 16 | 10 | 3  | 3  | 28 | 8  | 20   | 68.75% |
| 2    | México                       | 30  | 16 | 9  | 3  | 4  | 33 | 11 | 22   | 62.5%  |
| 3    | Estados Unidos               | 28  | 16 | 8  | 4  | 4  | 25 | 11 | 14   | 58.33% |
| 4    | Honduras                     | 29  | 16 | 9  | 2  | 5  | 42 | 22 | 20   | 60.42% |
| 5    | Jamaica                      | 20  | 16 | 6  | 2  | 8  | 14 | 18 | -4   | 41.67% |
| 6    | Trinidad y Tobago            | 20  | 16 | 6  | 2  | 8  | 19 | 25 | -6   | 41.67% |
| 7    | Guatemala                    | 10  | 6  | 3  | 1  | 2  | 9  | 6  | 3    | 53.85% |
| 8    | El Salvador                  | 9   | 6  | 3  | 0  | 3  | 13 | 13 | 0    | 50%    |
| 9    | Canadá                       | 5   | 6  | 1  | 2  | 3  | 1  | 8  | -7   | 27.78% |
| 10   | Barbados                     | 3   | 6  | 1  | 0  | 5  | 3  | 20 | -17  | 16.67% |
| 11   | Panamá                       | 1   | 6  | 0  | 1  | 5  | 1  | 16 | -15  | 5.56%  |
| 12   | San Vicente y las Granadinas | 0   | 6  | 0  | 0  | 6  | 2  | 25 | -23  | 0%     |

### Goleadores
| Jugador           | Selección                    | Goles marcados | PJ | Minutos jugados |
| ----------------- | ---------------------------- | -------------- | -- | --------------- |
| Carlos Pavón      | Honduras                     | 15             | 17 | 1530            |
| Golman Pierre     | Haití                        | 11             | 8  |                 |
| Rolando Fonseca   | Costa Rica                   | 10             | 17 | 1242            |
| Cuauhtémoc Blanco | México                       | 9              | 7  | 475             |
| Carlos Ruiz       | Guatemala                    | 8              | 9  | 749             |
| Earnie Stewart    | Estados Unidos               | 8              | 15 | 1301            |
| Milton Núñez      | Honduras                     | 8              | 16 |                 |
| Raúl Díaz Arce    | El Salvador                  | 7              | 8  |                 |
| Jerry Alexander   | Barbados                     | 7              |    |                 |
| Paulo Wanchope    | Costa Rica                   | 7              | 13 | 1079            |
| James Chewitt     | San Vicente y las Granadinas | 6              | 7  |                 |
| Jared Borgetti    | México                       | 6              | 8  | 574             |
| Onandi Lowe       | Jamaica                      | 6              | 12 |                 |
| Angus Eve         | Trinidad y Tobago            | 6              | 19 | 1440            |
| Samuel Caballero  | Honduras                     | 6              | 21 |                 |

## Clasificados
| Bandera de Costa Rica | Bandera de México | Bandera de Estados Unidos |
| Costa Rica            | México            | Estados Unidos            |
| Primer puesto         | Segundo puesto    | Tercer puesto             |